# Hôtel-Dieu de Nantes
Pour les articles homonymes, voir Hôtel-Dieu.
L'Hôtel-Dieu de Nantes est le principal et aussi le plus ancien des sept établissements hospitaliers gérés par le CHU de la ville.

## Historique
Le premier hôpital de la ville (dit « Notre-Dame-de-Pitié »), fut  d'abord situé quartier du Bouffay, rue de l'Emery, jusqu'en 1499, avant d'être transféré « rue d'Erdre » (aujourd'hui rue du Vieil-Hôpital) près de l'embouchure de cette rivière, jouxtant ainsi le château du Bouffay d'où il prit le nom d'« Hôpital de l'Erdre ». Construit de 1503 à 1508 sous la direction de Guillaume Patissier, cet hôpital devient en 1569, l'Hôtel-Dieu de la ville.
En 1655, l'édifice fut vendu par la ville et l'Hôtel-Dieu fut transféré sur son site actuel que l'on appelait autrefois la « Prairie de la Madeleine » (celle-ci incorporée plus tard à l'île Gloriette), près de la chaussée homonyme qui la traversait. Ce bâtiment fut terminé en 1662.

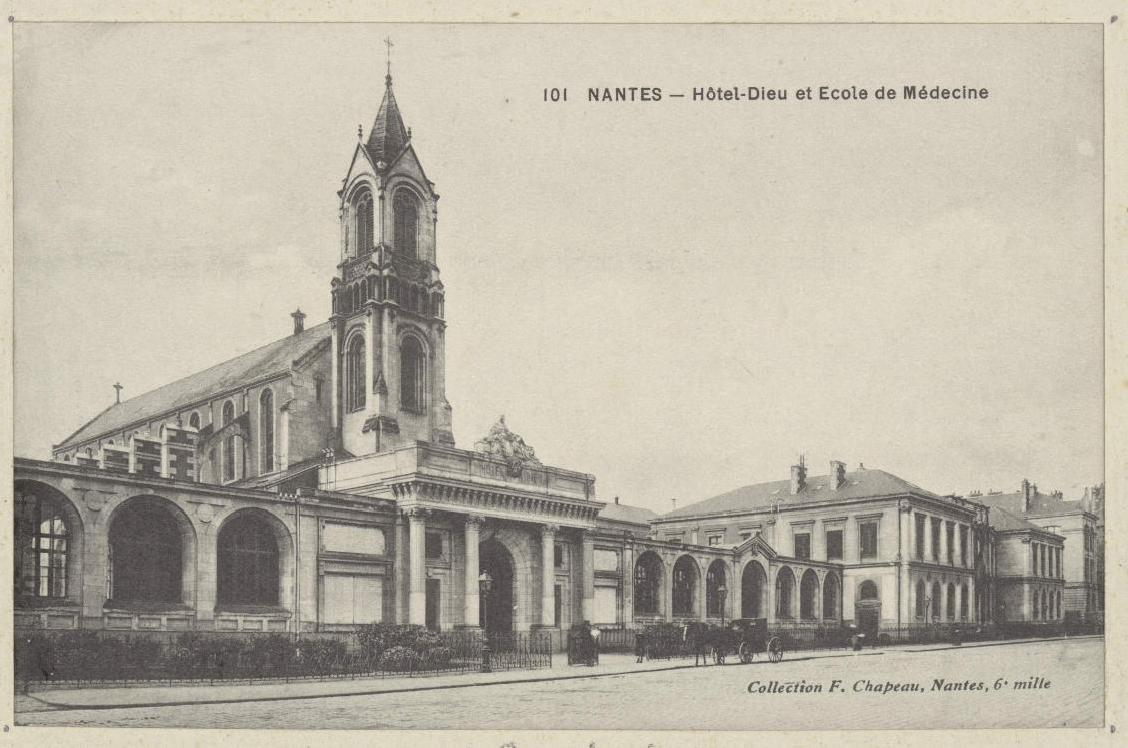
L'ancien Hôtel-Dieu, avec sa chapelle et l'École de médecine de Nantes.

De 1856 à 1863, l'Hôtel-Dieu est reconstruit par l'architecte Joseph-Fleury Chenantais. Un vaste square fermé par des grilles (occupant l'emplacement de l'actuelle place Alexis-Ricordeau) en commande l'entrée principale au nord-est.
L'emprise de l'hôpital s'étendait alors : au nord, le long du « quai de l'Hôpital » (aujourd'hui disparu), à l'ouest de l'actuelle rue Gaston-Veil (anciennement « rue Haudaudine »), le long du quai Moncousu au sud, et jusqu'à la chaussée de la Madeleine à l'est.
Lors de la Seconde Guerre mondiale, les bombardements alliés du 16 septembre 1943, qui causèrent la mort de 60 personnes (20 malades et 40 membres du personnel), rendirent également inutilisables ou irréparables 60 % des bâtiments.
Après la libération, l'édification du nouvel hôpital (qui fut un temps envisagé sur le site du Bignon, près de la route de Vannes à Orvault, 47° 14′ 57″ N, 1° 35′ 38″ O,) fut confié à l'architecte chargé de la reconstruction de la ville Michel Roux-Spitz.
L'emprise nouvel équipement sera déplacée d'une cinquantaine de mètres par rapport à celle de l'ancien édifice afin de permettre l'aménagement du futur boulevard Jean-Monnet destiné à doubler la chaussée de la Madeleine. En conséquence, les immeubles situés sur le côté est de la rue Gaston-Veil sont rasés.
Le projet de construction est voté par le conseil municipal de Nantes le 4 mai 1949 pour un coût de 5 milliards de francs, dont 500 millions restent à la charge de la ville. Deux mois et demi plus tard, le 21 juillet 1949, ce même conseil diminue de 1,5 milliard, le coût prévisionnel en diminuant de 341 le nombre de lits prévus et en supprimant l'école d'infirmières. Finalement, le projet adopté par le conseil municipal du 20 septembre 1949 qui prévoit 771 lits pouvant être portés à 968, et, au pavillon de la mère et de l'enfant, 120 lits extensibles à 287.
Les travaux débutent en avril 1951, et les semelles qui relient les 200 pieux descendant à 27 mètres, formant les fondations de l'édifice, ont été coulées en janvier 1952. Le mois suivant, commence la construction des bâtiments des services généraux. Il devint l'un des principaux chantiers du centre-ville durant les années 1950 et le début des années 1960.
Malgré le décès de Michel Roux-Spitz en 1957 qui ralentira un temps les travaux, le nouvel Hôtel-Dieu sera terminé par son collaborateur Yves Liberge et par son fils Jean Roux-Spitz pour accueillir enfin son premier patient en mai 1964 dans le « pavillon de la Mère et de l'Enfant » et le 16 octobre 1967 pour le « bloc central »,.
Finalement, cet hôpital-bloc construit sur une ossature métallique culminant à 42 mètres avec ses 13 étages comptait à son inauguration 80 000 m2 de plancher, 400 kilomètres de fil électrique, 60 ascenseurs, environ 20 000 points lumineux et prises de courant, et près de 10 kilomètres de couloirs... Les travaux auront couté 125 235 188,11 francs de l'époque. À son ouverture, l'Hôtel-Dieu de Nantes comporte 1 083 lits : 901 dans le bloc central, et 182 au « pavillon de la Mère et l'Enfant ».
En 2009, l'ensemble des bâtiments de l'hôtel-Dieu construit par Roux-Spitz (bloc en croix et chapelle) reçoit le label « Patrimoine XXe siècle ».
En février 2018, dans une démarche laïque, les grandes lettres bleues qui, à l’entrée principale du site située place Alexis-Ricordeau, indiquaient depuis des dizaines d’années le nom d'« Hôtel-Dieu » sont remplacées pour laisser place à l’inscription « CHU Nantes ».

## La chapelle
Donnant sur la rue Gaston-Veil, l'édifice en béton armé édifiée en même temps que l'hôpital, pourvu de fin vitraux en verre éclaté, présente une monumentale façade, surmontée d'un clocher-mur dépourvu de cloches. La partie centrale de cette façade présente des bas-reliefs en pierre signés Raymond Delamarre (1890-1986), sculpteur néo-classique, premier Grand prix de Rome en 1919. Intitulé Les Aveugles voient, ce groupe de sculptures, réalisé en 1963, est organisé autour d'une croix chrétienne et présente douze tableaux qui ont pour thème les souffrances humaines. L'œuvre est un hommage aux progrès de la médecine,.

## L'Hôtel-Dieu aujourd'hui
Le bâtiment compte 871 lits de court séjour médicaux et chirurgicaux, et accueille quinze pôles et services différents (dont le Samu et le service des urgences du CHU).
Il abrite également trois facultés :
- la faculté de médecine ;
- la faculté de pharmacie ;
- la faculté de chirurgie dentaire.

Il partage son site avec l'Hôpital de la mère et de l'enfant comportant 371 lits, autre structure du CHU regroupant la maternité, ainsi que les services pédiatrique et gynécologique, mais dont les locaux situés quai Moncousu, correspondent à ceux de l'Hôtel-Dieu.

## Transfert du CHU
Le transfert du Centre hospitalier universitaire vers la partie ouest de l'île de Nantes (initialement prévue à l'emplacement des terrains de l'ancienne gare de l'État et du Marché d'intérêt national, l'emprise du nouvel hôpital sera finalement implanté entre la partie sud du MIN et la Loire) est prévue à l'horizon 2026, à laquelle sera associé une nouvelle faculté de santé.
Le site de Hôtel-Dieu ne sera donc plus affecté à des activités de soins, et seule la faculté de pharmacie, ainsi que les étudiants du PASS et de LAS (première année d'études communes en Santé) de la faculté de médecine resteront dans les locaux situés à proximité, rue Bias.
Les bâtiments devenus propriété de Nantes Métropole pourraient être démolis ou réhabilités partiellement, afin d'accueillir notamment des logements et des commerces, à moins qu'un parc ne soit aménagé sur ce site de 8,26 hectares comme l'a suggéré en janvier 2020 la maire Johanna Rolland.